# Zwei Weihnachtsmänner
Zwei Weihnachtsmänner ist eine zweiteilige Weihnachts-Fernsehkomödie des Regisseurs Tobi Baumann aus dem Jahre 2008, geschrieben von Tommy Jaud und mit Bastian Pastewka und Christoph Maria Herbst in den Hauptrollen. Der Film ist weitgehend eine Adaption des amerikanischen Komödienklassikers Ein Ticket für Zwei.

## Handlung
Der Wirtschaftsanwalt Tilmann Dilling und der Poolnudelvertreter Hilmar Kess sitzen bei einem Flug von Wien nach Berlin zufällig nebeneinander. Die beiden gegensätzlichen Männer haben den Wunsch, am Heiligen Abend zu Hause bei ihren Lieben zu sein. Da die Berliner Flughäfen wegen eines Schneesturms geschlossen sind, wird ihr Flug nach Bratislava umgeleitet. Tilmanns Gepäck ist derweil nach Budapest geflogen, so dass er nur mit seinem Aktenkoffer dasteht. Wegen seiner freundlichen Art bekommt Hilmar eine Zugverbindung nach Berlin herausgesucht und der arrogante Tilmann nur das Ticket. Deshalb schließt er sich schweren Herzens Hilmar an, obwohl er ihn schon im Flugzeug nicht leiden konnte.
Die beiden nehmen einen Bummelzug, der wegen eines Defekts auf offener Strecke stehen bleibt. Hilmar überzeugt Tilmann, zum vermeintlich nur einen Kilometer entfernten Třebíč zu laufen, um einen Mietwagen für die Fahrt nach Berlin zu besorgen. Das ungleiche Duo steigt aus dem Zug, als dieser plötzlich wieder anfährt. Es stellt sich heraus, dass Třebíč in Wirklichkeit 19 Kilometer entfernt ist. Um in den nächsten Ort zu gelangen, folgen sie den Gleisen.
Weil Tilmann ständig versucht, seine Familie anzurufen, jedoch kein Netz findet, wirft Hilmar dessen Handy in die Luft, wo es sich tatsächlich für einen kurzen Moment einbucht. Danach fällt es allerdings auf die Schienen und ist nicht mehr bedienbar. Da Tilmann seine eigene Telefonnummer nicht auswendig weiß, kann er auch mit Hilmars Telefon nichts ausrichten. Hilmar selbst scheint nicht an einem Anruf in Berlin interessiert und reagiert nicht einmal auf die Anrufe seiner Freundin, da er fürchtet, zu verplaudern, dass er ihr einen Heiratsantrag machen will. 
Nachdem Tilmann von einem Wildschwein angefallen worden ist, finden sie eine verlassene Jagdhütte, in der sie übernachten. Am nächsten Morgen bemerken sie, dass die Hütte brennt, weil die Schlafenden eine von Hilmars Poolnudeln an den Ofen gedrückt haben. Gerade als die Besitzer ankommen, explodiert die Hütte. Daraufhin beginnen die Jäger auf die beiden zu schießen und diese flüchten, ein Schlauchboot aus Hilmars Sortiment als Schlitten benutzend, ins Tal.
Sie machen sich auf die Suche nach Zivilisation und finden eine Tankstelle, wo sie auf einen Weihnachtsmann (Erwin) in einem BMW mit Berliner Kennzeichen treffen. Erwin nimmt die beiden auch gerne mit. Auf der Fahrt ist die Stimmung gelöst, und Hilmar erzählt seinen „Hamsterwitz“ (als er Zivildienstleistender im Altenheim war, ist einer seiner Schützlinge im Lachen über diesen Witz gestorben, weshalb Hilmar ihn eigentlich nie wieder erzählen wollte). Auch Erwin bekommt im Lachen einen Erstickungsanfall und stirbt. Sie verladen die Leiche in den Kofferraum, um Stress mit den tschechischen Behörden zu vermeiden, und fahren, vom Navigationsgerät geleitet, selbst weiter. Das Navi führt sie jedoch nicht wie vermutet nach Berlin, sondern nach Prag zu einem Hotel, wo sie mit Erwins Kreditkarte einbuchen, um zu schlafen. Es stellt sich jedoch heraus, dass Erwin ein Drogenkurier war und ein Kilo Kokain nach Prag bringen sollte. Tilmann atmet etwas von der Rauschdroge ein und wähnt sich sofort in einer schweren Abhängigkeit. Er ruft zu Hause an, um Hilfe zu bekommen, doch seine Frau vermutet wegen der Hintergrundgeräusche eine Affäre.
Am nächsten Morgen kommt ein Kontaktmann der Drogenmafia und will das Paket abholen. Als der eine Waffe zieht, müssen Tilmann und Hilmar im Bademantel fliehen. Sie besorgen sich auf der Flucht Kostüme und laufen von da an als Weihnachts- (Tilmann) und Schneemann (Hilmar) herum. Als sie nach der Flucht aus dem Hotel durch die Stadt fahren, geht ihnen das Benzin aus, woraufhin Tilmann einen Wutanfall bekommt und sich allein auf den Weg macht, um einen Flug zu buchen. Hilmar lässt er an einer Schlittschuhlaufbahn zurück, wo er mit Hilfe seiner freundlichen Art an Benzin kommt: Er repariert den Eishockey-Schläger eines kleinen Jungen, und schenkt ihm zusätzlich einen aufblasbaren Adventskranz, woraufhin ihm der Vater des Jungen den nötigen Treibstoff beschafft. Außerdem liest er noch einen Straßenhund auf.
Tilmann ist inzwischen am Flughafen angekommen, er darf jedoch seinen Flug nicht antreten, weil er keinen Ausweis mehr hat. Er kauft sich stattdessen von seinem letzten Geld eine Flasche Schnaps, betrinkt sich und versucht nach Berlin zu laufen. Nach ein paar Kilometern wird er von Hilmar im Auto wieder aufgelesen. Tilmann erkennt, dass Hilmars Art also kein Makel, sondern durchaus eine Gabe ist.
Sie überstehen eine Polizeikontrolle, da der Polizist einen starken Sehfehler hat und die Leiche im Kofferraum glatt übersieht. Kurz darauf halten sie auf einer vermeintlichen Lichtung im Wald, um dem Hund etwas Auslauf zu geben. Die Lichtung stellt sich nach dem Aussteigen jedoch bald als ein zugefrorener See heraus, in den das Auto einbricht und in dem der Hund fast ertrinkt.
Sie versuchen nun zu trampen und werden nach einiger Wartezeit vom Hamburger Zuhälter Ulli mitgenommen, der kurz vor der Grenze an einem Parkplatz noch kassieren will. Dort findet aber eine Razzia statt. Weil sie pinkeln gehen und so in eine verfängliche Situation geraten, werden sie ebenfalls festgenommen und müssen die Nacht in Gewahrsam verbringen. Am nächsten Morgen ist es wiederum Hilmar, der dem ermittelnden Polizisten die ganze Geschichte erzählt und so beide freibekommt.
Sie werden von einer Seniorengruppe auf dem Rückweg nach Berlin im Bus mitgenommen, müssen sich dort aber als Alleinunterhalter präsentieren. Hilmar überwindet seine Angst vor dem „tödlichen“ Witz und hat großen Erfolg in dieser Rolle. So gelangen die beiden glücklich nach Berlin.
Da die Bordkarten der beiden vertauscht worden waren, findet Hilmar an seiner Wohnungstür Tilmanns Koffer vor und fährt nach Potsdam, um ihn zu ihm zu bringen. Gleichzeitig erkennt Tilmann, dass er Hilmar helfen muss, dessen Freundin zurückzugewinnen, und fährt ins Krankenhaus, wo diese arbeitet. So halten beide ein flammendes Plädoyer für den jeweils anderen und können Familie und Freundin überzeugen.
Letztendlich feiern alle gemeinsam Weihnachten, und Hilmar macht seiner Freundin den geplanten Heiratsantrag, den sie annimmt. Tilmann verlängert seinen Urlaub und heuert den einfallsreichen Hilmar als Partner seines Beratungsunternehmens an.

## Hintergrund
- Eigentlich sollte der Film in Deutschland gedreht werden; aufgrund des fortgeschrittenen Winters war nicht genügend Schnee vorhanden, deshalb wurde in Lappland weitergedreht.[3] Zudem wurden einige Szenen in Prag gedreht sowie die Verfolgungsjagd im Schlauchboot in Nordtschechien.
- Die Dreharbeiten dauerten 48 Tage.[3]
- Die Handlung des Films entspricht weitgehend der von Ein Ticket für Zwei.[4][5]
- Hilmar erfährt an einer Tankstelle in der Tschechischen Republik, dass sie sich an der Europastraße E56 in der Nähe von Iglau (tschechisch Jihlava) befänden, was keine drei Stunden von Dresden entfernt sei. Die E56 führt allerdings von Österreich nach Deutschland, nicht aber über tschechisches Gebiet. Vermutlich war die E65 gemeint, die nördlich von Iglau verläuft.
- Als die Reisenden per Auto in Prag ankommen, behauptet Tilmann, die Stadt läge nicht auf ihrem Weg und sie seien in die falsche Richtung gefahren. Allerdings liegt Prag tatsächlich auf der richtigen Reiseroute, da die beiden Männer zuvor von Bratislava in der Slowakei über Třebíč und Jihlava durch Tschechien reisten. Prag liegt somit auf der korrekten Route in Richtung Dresden und Berlin.
- Gegen Ende des Filmes steigt Tillmann in ein Taxi ein, das auf dem Dach eine Werbung für Capitol Versicherungen trägt. Diese fiktive Versicherung ist Schauplatz der Comedy-Fernsehserie Stromberg, welche ebenfalls von Brainpool produziert wird und in der Christoph Maria Herbst die Hauptrolle spielt.
- Während der Hüttenszene fällt das letzte Geweih erst ca. 44 Sekunden nach der Explosion der Hütte zu Boden. Damit müsste es ca. 2,4 km in die Höhe geflogen sein.

## Rezeption
Der Film erhielt gemischte Kritiken – während die schauspielerischen Leistungen der Hauptdarsteller gelobt wurden, wurde die Handlung als flach und zu sehr von Ein Ticket für Zwei kopiert kritisiert.

„Die Charaktere folgen dem bewährten Ernie-und-Bert-Prinzip (lustig versus misanthropisch) – für die Darsteller eine dramaturgische Vorlage, die sie wenigstens in Teil zwei zu nutzen verstehen. Pastewka gibt den ewig aufgedrehten Querkopf, der seinen mürrischen Kompagnon zur Weißglut bringt. […] Christoph Maria Herbst gelingt es perfekt, auf der dünnen Linie zwischen Selbstbeherrschung und Selbstvergessen zu einer Seite weg zu fallen. Den Spaß beim Aufprall hat das Publikum. […] Ansonsten ist die Tonlage heiter bis plump.“

„Bastian Pastewka und Christoph Maria Herbst spielen das ganz toll und erinnern an die großen streitlustigen Leinwandpaare: Walter Matthau und Jack Lemmon, Bud Spencer und Terence Hill, Roadrunner und der Kojote. Ach ja, und natürlich an Steve Martin und John Candy im Film Ein Ticket für zwei, von dem Bestseller-Autor Tommy Jaud seinen Film abgeschrieben hat. Interessanterweise ist der Abklatsch besser als das Original und enthält nicht halb so viele Anschluss- und Logikfehler. Die meistens Gags in der durchgehend bekannten Rahmenhandlung sind neu, und die Rollen sind auch nicht ganz die gleichen.“

## Auszeichnungen
- 2009: Deutscher Comedypreis – Beste TV-Komödie

## Veröffentlichung
Der Film wurde am 12. Dezember 2008 als DVD veröffentlicht und am 18. und 19. Dezember 2008 als TV-Zweiteiler auf Sat.1 ausgestrahlt.
Am 22. November 2013 wurde er auf Blu-ray Disc veröffentlicht.